# 퀘일섬 (노던 준주)
퀘일섬(Quail Island)은 호주 북부 지역인 비글 만(Beagle Gulf)에 위치한 북부 영토의 섬으로, Groote Eylandt와 북쪽 해안(North Goulburn Island) 사이에 위치하고 있다. 다윈(Darwin)이라는 영토 수도에서 약 40킬로미터(25마일) 떨어져 있다.
퀘일섬은 Quail Island 그룹에 속해 있다. 이 군도에 속한 다른 두 섬은 Bare Sand Island(퀘일섬의 남서쪽)과 Djadjalbit Island(남쪽)이다.
이 섬들은  평평한 등 거북의 번식지로 알려져 있다.

## 역사
1881년 10월 9일, 스코틀랜드의 글래스고에 위치한 A&amp;J Inglis에서 건조된 여객, 화물 및 우편선인 <i id="mwJA">SS Brisbane</i>(길이 85.8m)이 홍콩에서 실은 화물을 운반하던 중 인근의 Fish Reef에 부딪쳤다.

### 퀘일섬 공중 무기 범위
퀘일섬 공군 무기 평가장은 1945년부터 1979년까지 군의 훈련장으로 사용되었다.  그 결과 섬 주변에는 대형 무기들이 흩어져 있다. 2011년에는 폭발하지 않은 폭탄과 같은 위험물을 제거하기 위한 3년 동안의 정리 작업이 시작되었다. 정리 작업 중에는 관광객과 레크리에이션 낚시꾼과 같은 방문자들이 섬에 출입하는 것이 금지되었다.

## 같이 보기
- 오스트레일리아의 섬 목록